# شاوارش کریسیان
شاوارش آرامی کریسیان (ارمنی: Շավարշ Արամի Քրիսյան؛ ۲۲ ژوئیهٔ ۱۸۸۶ – ۱۵ اوت ۱۹۱۵) ورزشکار، نویسنده، ناشر، روزنامه‌نگار و پدیدآور اهل ارمنستان بود. وی سردبیر نخستین مجله ورزشی در امپراتوری عثمانی به نام «مارمنامارز» بود. کریسیان یکی از بنیانگذاران المپیک ارمنی‌ها و همچنین سازمان ورزشی ارمنی‌ها هُمنتمن می‌باشد. شاوارش کریسیان نیز از قربانیان نسل‌کشی ارمنی‌ها توسط حزب ترکان جوان بود.